# Фортунат Касейский
Фортунат — святой воин из Фивейского легиона. Дни памяти — 16 октября и третье воскресение октября.
Святой Фортунат пострадал в Агаунуме со товарищи. Его св. мощи были обретены в катакомбах святого Каллиста в Риме в 1746 году кардиналом-викарием папы Римского Бенедикта XIV Джованни Антонио Гуаданьи и помещены в коллегиальную церковь Санта-Мария-ин-Виа-Лата. Провост храма, Дон Карло Мария Боларди в 1764 году даровал мощи мученика своей родине, Касеи (Casei, 1852 Gerola Alta), где святой мученик стал почитаться как покровитель.
Кроме того, его почитают покровителем острова Пантеллерия после того, как по его молитвам остров спасся во время землетрясения в 1831 году и во время цунами в 1891 году. Шествие в честь святого происходит 16 октября, статуя святого перемещается на лодке.